# Acalypha flavescens
Acalypha flavescens är en törelväxtart som beskrevs av Sereno Watson. Acalypha flavescens ingår i släktet akalyfor, och familjen törelväxter. Inga underarter finns listade i Catalogue of Life.